# Kansa

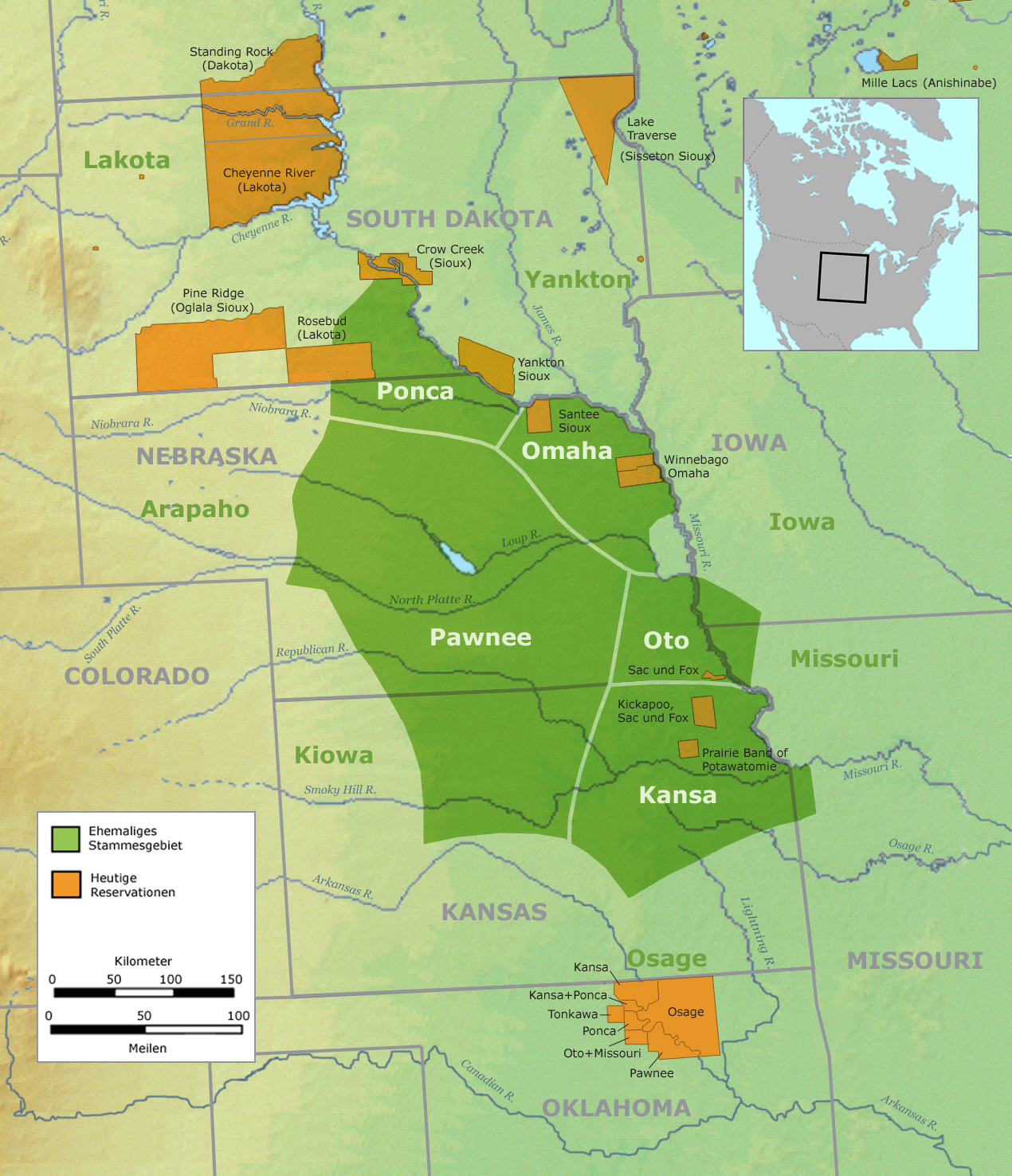
Ehemaliges Stammesgebiet der Kansa und benachbarter Stämme und heutige Reservate in Nebraska und Oklahoma

Die Kansa (Windmenschen), auch Kaw, Konza oder Kasa genannt, sind ein nordamerikanisches Indianervolk aus dem Dhegiha-Zweig der Sioux-Sprachfamilie und lebten ursprünglich am Kansas River und Saline River im heutigen zentralen US-Bundesstaat Kansas. Die Mehrzahl der rund 2.000 Stammesmitglieder ist heute in Kaw-City und deren Nachbarschaft im Kay County in Oklahoma ansässig.

## Kultur und Lebensunterhalt
Die Kansa sind mit den Omaha, Osage, Quapaw und Ponca verwandt. Sie waren ein halbsesshaftes Volk, das neben dem Ackerbau auch die Jagd zum Lebensunterhalt betrieb. Sie benötigten etwa sechs Monate im Jahr zum Bestellen und Abernten ihrer Felder, in denen sie in ihren festen Dörfern wohnten. In der übrigen Zeit zogen sie mit transportablen Tipis auf die Büffeljagd.
Ihre Dörfer waren locker organisiert und wurden von Häuptlingen geführt, die man nach Klugheit und Tapferkeit auswählte. Später wurde die Häuptlingswürde erblich. Zwei oder drei Kansa-Familien wohnten gemeinsam in einer großen kegelförmigen Hütte. Die Männer trugen Lendenschurze über Hirschlederhosen. Sie waren bekannt für das sorgfältige Auszupfen des gesamten Gesichts- und Kopfhaares, mit Ausnahme einer Skalplocke, die vom Scheitel und Hinterkopf herabfiel.

## Religion
Der religiöse Glaube drehte sich um ein Pantheon voll mysteriöser Geister oder Wakane von unterschiedlichem Rang und verschiedenartiger Macht, die mit der Natur verbunden waren, zum Beispiel mit der Sonne, dem Licht, der Dunkelheit, den Wäldern und den Ebenen. Heranwachsende Knaben mussten einen Pubertätsritus absolvieren, der als Visionssuche bekannt war – eine Zeit der Isolation und Selbstverleugnung, in der sie Träume voller zukünftiger Heldentaten und übernatürlicher Wunder erflehten. Begräbnisse waren gut durchdacht und von beträchtlichem Aufwand. Nachdem die Frauen des Stammes das Gesicht des Toten bemalt und den Leichnam mit Rinde und einer Büffelrobe bedeckt hatten, wurden ihm Weisungen für das Land der Toten gegeben. Der Körper wurde zusammen mit Kleidungsstücken, Waffen, Pfeife und einem Nahrungsvorrat in ein flaches Grab auf einem Hügel gelegt und mit Felsplatten bedeckt.

## Geschichte
Die fünf Dhegiha-Gruppen sind in Etappen, ausgehend von ihrem vorgeschichtlichen wahrscheinlichen Wohnort an der Atlantikküste, nach Westen gewandert. An der Mündung des Ohio Rivers in den Mississippi trennten sich die einzelnen Gruppen. Die Kansa zogen den Missouri River hinauf bis ins heutige nordöstliche Kansas.
Der französische Entdecker Bourgmont war der erste bekannte Europäer, der die Kansa im Jahr 1724 besuchte. Seiner Beschreibung nach lebten sie in einem einzigen großen Dorf in der Nähe der heutigen Gemeinde Doniphan in Kansas. Es lag auf einem felsigen Steilufer hoch über dem Missouri. Die Kansa verließen später diesen Ort und zogen an den Kansas River. Die Ruinen des Dorfes am Missouri blieben jahrzehntelang stehen und bildeten ein Wahrzeichen für Reisende. Als Lewis und Clark den Missouri erreichten, passierten sie ihrem Tagebuch zufolge am 2. Juli 1804 das alte Dorf der Kansa am Missouri.

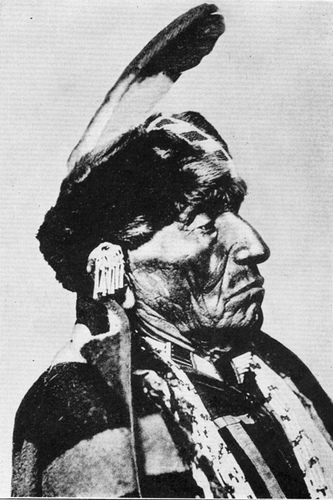
Häuptling Washunga

Ihre Bevölkerungszahl wurde durch beständige Kriege mit den Fox, Omaha, Osage, Pawnee und Cheyenne dezimiert. Druck von den Weißen, von Spaniern, Engländern, Franzosen und schließlich von amerikanischen Landspekulanten, untergrub ihre Lebensgrundlagen. Im Jahre 1846 wurde den Kansa ein Reservat in Council Grove im Bundesstaat Kansas zugewiesen. Schließlich mussten die Kansa auch hier dem Druck der weißen Einwanderer weichen und wurden auch aus Council Grove vertrieben. Am 4. Juni 1873 zogen 533 Stammesangehörige nach Süden und erreichten zwei Wochen später das neue Reservat am Zusammenfluss von Arkansas River und Beaver Creek im Indianerterritorium, dem späteren Bundesstaat Oklahoma. Die Zahl der Kansa nahm weiterhin ab und 1879 berichtete der zuständige Indianeragent, dass in den vergangenen sieben Jahren fast die Hälfte des Stammes an ansteckenden Krankheiten gestorben sei. In den 1880er und 1890er Jahren verpachteten die Kansa einen Großteil ihres Landes als Weide an weiße Viehzüchter. 1884 wählten sie eine Regierung mit Washunga als obersten Ratsherren (chief councilor) und einem Repräsentativen aus jedem der vier Kansa-Bands, den Picayune, Koholo, Rock Creek und Half-breed.
Um 1888 gab es nur noch 188 überlebende Kansa. In der Folgezeit wuchs jedoch die Zahl der Stammesmitglieder durch Kinder aus Mischehen, während die reinblütigen Kansa weiterhin abnahmen. Das Curtis-Gesetz von 1898 erweiterte die Macht der föderalen Regierungen über indianische Angelegenheiten. Der Initiator des Gesetzes war Charles Curtis (1860–1936), Vizepräsident der Vereinigten Staaten. Seine Mutter entstammte dem Volk der Kansa. Charles Curtis war der erste und bisher einzige indianischstämmige Politiker, dem es gelang, ein derart hohes politisches Amt einzunehmen. Curtis vertrat die Auffassung, dass Indianer sich assimilieren sollten. Er unterstützte die Auflösung der Stammesregierungen und die Verteilung von Stammesland an die Stammesmitglieder. 1902 wurde ein entsprechendes Gesetz vom US-Kongress verabschiedet. Jedes der 247 Stammesmitglieder erhielt 0,6 km² des Kansa-Gebietes und der Rest von 6,6 km² wurde an Curtis und seine Kinder überschrieben.

## Aktuelle Situation
Nach dem Tod ihres langjährigen Stammesführers Washunga 1908 besaßen die Kansa keine formale Stammesorganisation mehr. Erst 1959 wurde der Stamm reorganisiert und bundesstaatlich anerkannt. 1990 ratifizierten die Kansa eine neue Stammesverfassung und 1992 ein Stammesgericht. 2000 kaufte der Stamm in der Nähe von Council Grove in Kansas Land auf. Das letzte Dorf der Kansa im Bundesstaat Kansas südlich von Council Grove wurde restauriert und als Allegawaho Memorial Heritage Park in das National Register of Historic Places aufgenommen. Der letzte Sprecher der Kansa-Sprache, Walter Kekahbah, starb 1983 und der letzte Vollblut-Kansa, William Mehojah, verschied im Jahr 2000. Heute sprechen die Kansa Englisch und nur einige Wörter und Redensarten der Kansa-Sprache sind noch geläufig. Das Kansa Language Projekt soll die alte Sprache erhalten und wiederbeleben. Der Regierungssitz des Stammes befindet sich heute in Kaw City, Oklahoma. Der für vier Jahre gewählte Vorsitzende des Stammesrats ist Guy Munroe. Von den 3.182 (2011) eingetragenen Stammesmitgliedern leben rund 1.400 in Oklahoma. Jährlich am ersten Augustwochenende hält der Stamm sein Oklahoma Powwow in den Washunga Bay Grounds ab.

## Berühmte Kansa
- Der einzige Indianer Nordamerikas, der jemals Vizepräsident der Vereinigten Staaten wurde, war Charles Curtis unter Herbert Hoover (1929–1933). Seine Mutter war eine Kansa.
- Der US-amerikanische Jazz-Saxophonist, Sänger und Komponist Jim Pepper (1941–1992) stammte von Kansa und Muskogee ab.

## Andere Bedeutungen
- Kaw ist eine Stadt in Französisch-Guayana.
- das finnische Wort Kansa bedeutet: Das Volk
- Kansa ist ein weltweites Projekt für Frieden, Umwelt und Selbstbestimmung des Künstlerpaars Goller-Masalin.